# Маргарет Бербідж
Елінор Маргарет Бербідж (англ. Eleanor Margaret Burbidge; 12 серпня 1919 — 5 квітня 2020), до шлюбу Пічі (англ. Peachey) — британсько-американська астрономка й астрофізикиня. У 1950-х роках була однією з засновниць теорії зоряного нуклеосинтезу та першою авторкою впливової статті B2FH, яку написала спільно зі своїм чоловіком Джеффрі Бербіджем, астрофізиком Фредом Гойлом і Вільям Фаулером, що пізніше отримав Нобелівську премію за роботи з зоряного нуклеосинтезу, в тому числі й за цю.
Протягом 1960-х і 1970-х Бербідж досліджувала криві обертання галактик і квазари й відкрила найвіддаленіший астрономічний об'єкт, відомий на той час. У 1980-х і 1990-х вона брала участь у розробці та використанні спектрографа слабких об'єктів на космічному телескопі Габбла. Також Бербідж знана своєю діяльністю проти дискримінації жінок в астрономії.
Бербідж обіймала кілька визначних керівних посад, у тому числі директора Королівської Грінвіцької обсерваторії (1973—1975), президента Американського астрономічного товариства (1976—1978) і президента Американської асоціації сприяння розвитку науки (1983). Вона працювала в Обсерваторії Лондонського університету, Єркській обсерваторії Чиказького університету, Кавендіській лабораторії Кембриджського університету, Каліфорнійському технологічному інституті та Каліфорнійському університеті Сан-Дієго.

## Біографія

### Дитинство й освіта
Елеонор Маргарет Пічі народилася 12 серпня 1919 року в Давенпорті у Великій Британії. Вона була донькою Марджорі Стотт Пічі та Стенлі Джона Пічі. Її батько був викладачем хімії в Манчестерській технологічній школі (нині частина Манчестерського університету), а її мати була однією з його учениць. За кілька років після народження Маргарет батько отримав патент, пов'язаний з вулканізацією каучуку, що принесло йому достатньо грошей, щоб переїхати з родиною до Лондона в 1921 році та створити там власну промислову хімічну лабораторію.
Маргарет вперше зацікавилася астрономією у віці 3 або 4 років, побачивши зорі під час подорожі на поромі через Ла-Манш. У 12 років вона читала підручники з астрономії Джеймса Джинса, далекого родича її матері.
Маргарет навчалася в Університетському коледжі Лондона, де здобула ступінь бакалавра в 1939 році та ступінь доктора філософії у 1943 році.

### Початок наукової кар'єри
Під час Другої світової війни Маргарет Пічі працювала доглядачкою обсерваторії Лондонського університету. Відключення світла під час війни сприяло її астрономічним спостереженням, хоч іноді спостереження й доводилось переривати через вибухи ракет «Фау-1» поряд з обсерваторією. 1945 року їй відмовили в постдокторській стипендії в обсерваторії Карнегі, оскільки робота вимагала спостереження в обсерваторії Маунт-Вілсон, яка на той час була доступна лише для чоловіків. Невдовзі після війни Пічі викладала астрономію в обсерваторії Лондонського університету для студентів з усієї системи Лондонського університету. Одним з її учнів був Артур Кларк, тодішній студент Кінгс-коледжу, який пізніше став знаменитим письменником-фантастом.
2 квітня 1948 року Маргарет Пічі одружилась з Джеффрі Бербіджем. Пара познайомилася за пів року до цього в Університетському коледжі Лондона. Джефрі був фізиком-теоретиком, але пристрасть Маргарет до астрономії переконала його зайнятися дослідженнями з теоретичної астрофізики. Вони співпрацювали в більшій частині своїх подальших досліджень. 1956 року Маргарет народила доньку Сару.

### Роботи з нуклеосинтезу
У 1951 році Маргарет Бербідж обійняла посаду в Єркській обсерваторії Чиказького університету, штат Вісконсін, — це стало її першою роботою в США. Її дослідження в цей період були зосереджені на поширеності хімічних елементів у зорях. Вона повернулася до Великої Британії в 1953 році, коли її разом із чоловіком запросили працювати з Вільямом Альфредом Фаулером і Фредом Гойлом в Кембриджському університеті. Команда поєднала дані про кількість елементів, отримані Бербіджами, з гіпотезою Гойла про те, що всі хімічні елементи можуть утворюватися в зорях в результаті серії ядерних реакцій, і лабораторними експериментами Фаулера щодо швидкості цих реакцій. Ідея стала відомою як зоряний нуклеосинтез. Вони опублікували свою модель у серії статей, кульмінацією яких стала велика заключна робота 1957 року, тепер знана як стаття B2FH за ініціалами Бербіджів, Фаулера та Гойла. Маргарет Бербідж писала цю статтю під час вагітності та стала першою авторкою статті. Стаття показала, що більшість важких хімічних елементів дійсно утворилися в процесі еволюції зір. Представлена в цій статті теорія залишається фундаментальною основою зоряного нуклеосинтезу. Пізніше Фаулер здобув Нобелівську премію з фізики 1983 року (поділивши її із Субраманьяном Чандрасекаром) за роботу з нуклеосинтезу, і висловив здивування, що його премію не поділили з Бербідж.

### Переїзд у США й робота у спостережній астрономії
Коли Фаулер повернувся до США, він порадив Бербіджам поїхати з ним до Каліфорнії, запропонувавши спостерігачці Маргарет повторно подати заявку на стипендію в обсерваторії Маунт-Вілсон, а теоретику Джеффу — спробувати вибороти стипендію Келлога в Каліфорнійському технологічному інституті. Заявку Маргарет знову відхилили через її стать, тому подружжя обмінялося заявками. Джефф отримав посаду в Маунт-Вілсон, а Маргарет у 1955 році розпочала роботу в Каліфорнійському технологічному інституті. Щоразу, коли Джефф вирушав на спостереження в Маунт-Вілсон, Маргарет супроводжувала його нібито як його помічниця. Насправді Джефф працював у фотолабораторії, а Маргарет керувала телескопом. Коли керівництво обсерваторії дізналося про це, вони зрештою дозволили їй спостерігати, але лише якщо вона та її чоловік зупинятимуться в окремому котеджі на території обсерваторії, а не в гуртожитку, призначеному лише для чоловіків.
З 1962 року Маргарет Бербідж працювала в Університеті Каліфорнії у Сан-Дієго. У 1960-х і 1970-х вона вимірювала маси, склад і криві обертання галактик і виконала перші спектроскопічні дослідження квазарів. Її відкриття в цій галузі включали квазар QSO B1442+101 із червоним зміщенням 3,5, який став найвіддаленішим об'єктом, відомим на той час; цей рекорд тримався з 1974 по 1982 рік. Вона була прихильницею теорії стаціонарного Всесвіту, але її власна робота над квазарами допомогла довести альтернативну теорію Великого вибуху.

### Визнання, нагороди й керівні посади
У 1972 році Маргарет Бербідж стала директоркою Королівської Гринвіцької обсерваторії. Попередні 300 років цю посаду завжди обіймав Королівський астроном, але коли Бербідж призначили директоркою, пости розділили, — Королівським астрономом став Мартін Райл. Іноді Бербідж пояснювала це сексизмом, а іноді політикою, спрямованою на зменшення впливу директора Гринвіцької обсерваторії. Бербідж покинула Гринвіцьку обсерваторію у 1974 році, за 15 місяців після призначення, через суперечки щодо переміщення телескопа Ісаака Ньютона зі штаб-квартири Королівської Гринвіцької обсерваторії у замку Герстмонсо до Обсерваторії Роке-де-лос-Мучачос на Канарських островах.
Бербідж виступала проти дискримінації жінок в астрономії, але при цьому і проти позитивних дій на користь жінок. 1972 року вона відмовилася від премії Енні Джамп Кеннон Американського астрономічного товариства, оскільки її присуджували лише жінкам: «Настав час усунути дискримінацію як на користь, так і проти жінок у професійному житті». Її лист про відмову від нагороди змусив Американське астрономічне товариство створити свій перший комітет зі статусу жінок в астрономії. 1976 року вона стала першою жінкою-президенткою Американського астрономічного товариства. Під час свого перебування на посаді президентки вона переконала колег заборонити зустрічі Американського астрономічного товариства у штатах, які не ратифікували Поправку про рівні права до Конституції США. 1984 року Американське астрономічне товариство присудило їй відзнаку, незалежну від статі, — звання лектора Генрі Норріса Рассела.
У 1977 році Маргарет Бербідж стала громадянкою США. З 1979 по 1988 рік вона працювала першим директором Центру астрофізики та космічної науки Університету Каліфорнії у Сан-Дієго. 1981 року обрана президенткою Американської асоціації сприяння розвитку науки, і вона обіймала цю посаду протягом однорічного терміну з лютого 1982 року по лютий 1983 року.
В Університеті Каліфорнії у Сан-Дієго вона допомогла розробити спектрограф тьмяних об'єктів для космічного телескопа Габбл, який був запущений у 1990 році. За допомогою цього приладу вона та її команда виявили, що в центрі галактики Мессьє 82 міститься надмасивна чорна діра.

### Останні роки
Як професор-емерит Університету Каліфорнії у Сан-Дієго, Маргарет Бербідж продовжувала активно займатись дослідницькою роботою до початку 2000-х, ставши авторкою загалом понад 370 наукових робіт. 2010 року помер її чоловік Джеффрі Бербідж. Маргарет Бербідж померла 5 квітня 2020 року, у Сан-Франциско, у віці 100 років, після падіння.

## Відзнаки

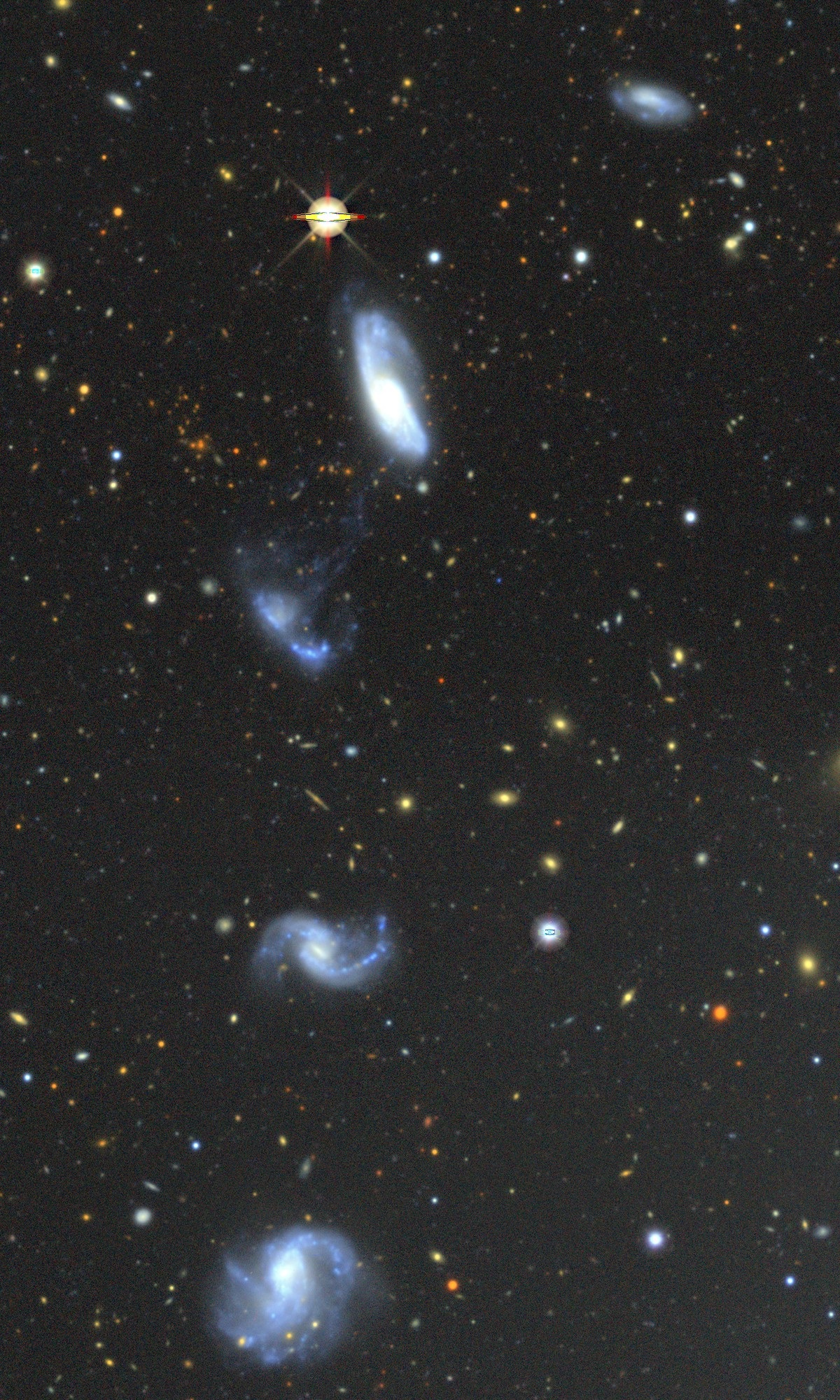
Ланцюг Бербіджів — група галактик у сузір'ї Кита, названа на честь Маргарет і Джеффрі Бербіджів

- Премія Гелени Ворнер з астрономії, присуджена спільно з Джеффрі Бербіджем за статтю B2FH (1959)[20]
- Членкиня Королівського товариства (1964)[31]
- Стипендіатка Американської академії мистецтв і наук (1969)[43]
- Президентка Американського астрономічного товариства (1976—1978)[32]
- Лекція Карла Янського, Національна радіоастрономічна обсерваторія (1977)[32]
- Членкиня Національної академії наук США (1978)[44]
- Членкиня Американського філософського товариства (1980)[45]
- Медаль Кетрін Брюс, Тихоокеанське астрономічне товариство (1982)[32]
- Національна наукова медаль США (1983)[46]
- Президентка Американської асоціації сприяння розвитку науки (1983)[32]
- Лекція Генрі Норріса Рассела (1984)[40]
- Медаль Асоціації за міжнародний розвиток Обсерваторії Ніцци (1987)[32]
- Премія Альберта Ейнштейна (1988)[47]
- Зал слави Каліфорнійського жіночого музею[en] (2003)[41]
- Золота медаль Королівського астрономічного товариства, спільно з Джеффрі Бербіджем (2005)[32]
- Інаугуральний член (Inaugural Fellow) Американського астрономічного товариства (2020)[48]

## Пам'ять
На честь Маргарет Бербідж названо:
- Астероїд 5490 Бербідж[32]
- Премію Маргарет Бербідж Американського фізичного товариства[49]
- Ланцюг Бербіджів, групу галактик, розташовану в сузір'ї Кита